# Gran Premio del Sudafrica 1985
Il Gran Premio del Sudafrica 1985 è stata la quindicesima prova della stagione 1985 del Campionato mondiale di Formula 1. Si è corsa sabato 19 ottobre 1985 sul Circuito di Kyalami. La gara è stata vinta dal britannico Nigel Mansell su Williams-Honda; per il vincitore si trattò del secondo successo nel mondiale. Ha preceduto sul traguardo il compagno di scuderia, il finlandese Keke Rosberg, e il francese McLaren-TAG Porsche.
Prima del Gran Premio di Las Vegas 2023, è stato l'ultimo gran premio, valido quale prova del campionato mondiale di Formula 1, che non si sia disputato di domenica.

## Vigilia

### Sviluppi futuri
Bernie Ecclestone annunciò l'estensione del campionato a 19 gare, per il 1986, con l'esordio del Gran Premio d'Ungheria, e il ritorno delle gare in Messico e Spagna. Sempre Ecclestone, ma in veste di patron della Brabham, svelò che stava contrattando con Niki Lauda, per averlo come pilota per la stagione 1986, anche se l'austriaco aveva già annunciato la sua volontà di ritirarsi dalla Formula 1.

### Analisi per il campionato costruttori
La McLaren comandava la classifica con 9 punti di vantaggio sulla Scuderia Ferrari. Qualora avesse terminato la gara con 6 punti in più della scuderia italiana, avrebbe vinto il titolo costruttori.
Alain Prost si era già aggiudicato, matematicamente, il titolo per i piloti.

### Aspetti tecnici
La Scuderia Ferrari apportò dei nuovi turbo KKK, e rivide la forma degli scarichi wastegate, così come gli attacchi dei turbo. La vettura di Michele Alboreto venne dotata di una sottoscocca col vecchio disegno, con estrattore lungo e alettone posteriore monoplano, mentre quella di Stefan Johansson presentava una sottoscocca accorciata e un alettone supplementare. La Tyrrell utilizzò il motore Renault EF15 sulla vettura di Martin Brundle. Anche la McLaren portò nuovi turbo KKK.

### Aspetti sportivi
L'8 ottobre Jean-Marie Balestre venne eletto alla presidenza della Federazione Internazionale dell'Automobile (nella quale svolgeva già le funzioni di presidente-delegato), succedendo a Paul Alfons von Metternich-Winneburg, in carica dal 1975, ma ormai in non più buone condizioni fisiche. Balestre era già presidente della Federazione Internazionale dello Sport Automobilistico (FISA), ovvero del settore della FIA che si occupava delle competizioni, nonché della Fédération française du sport automobile (FFSA). Tre giorni dopo la nomina a presidente della FIA venne riconfermato a capo anche della FISA.
Le pressioni politiche mettevano in dubbio la tenuta del gran premio. Alcuni governi europei, tra cui quello francese, invitavano al boicottaggio di un Paese nel quale veniva praticata l'apartheid. Un altro motivo che metteva in dubbio l'effettuazione della corsa era il ritardo nell'approntamento dei lavori necessari per l'adeguamento dei box. La data della tenuta del gran premio venne comunque anticipata, dalla metà di novembre, al 19 ottobre.
Al weekend del Gran Premio d'Italia venne confermata la tenuta del gran premio, pur in presenza di tensioni politiche locali sempre più forti. A Monza gli organizzatori del tracciato di Imola si incontrarono, comunque, con Bernie Ecclestone, proponendosi quali soluzione alternativa alla gara di Kyalami. Nel frattempo la federazione automobilistica svedese annunciò la sua volontà di negare la possibilità ai propri piloti di gareggiare in Sudafrica: ciò avrebbe messo in dubbio la presenza di Stefan Johansson, pilota della Ferrari.
Alcuni Paesi (tra cui la stessa Svezia, ma anche la Finlandia e il Brasile) chiesero alla FIA di annullare la prova. Il ministro dello Sport francese ribadì la richiesta di boicottaggio, che venne subito raccolta dalla Renault, società controllata dallo stesso governo. Non partecipando alla gara la scuderia perdeva il diritto a ricevere i premi, per i risultati della stagione. Anche la Ligier era pronta a seguirne l'esempio. Il forfait del team venne annunciato nel weekend del Gran Premio d'Europa. Keke Rosberg, pilota finlandese, venne raggiunto da un telegramma, inviato dal suo governo, che minacciava il ritiro della licenza, se avesse partecipato alla gara.
Durante una conferenza stampa tenuta a Spa, al Gran Premio del Belgio, il presidente della FISA Jean-Marie Balestre confermò invece la gara, affermando come il governo sudafricano non imponesse discriminazioni per l'evento sportivo. Balestre, però, annunciò l'invio di osservatori sul posto, al fine di controllare la situazione dell'ordine pubblico. Solo in caso di problemi di sicurezza il gran premio sarebbe stato cancellato. Un problema ulteriore era la decisione di alcuni canali televisivi, come la francese Antenne 2, di non trasmettere comunque l'evento. Tale decisione avrebbe avuto riflessi sui contratti commerciali, firmati dalla FOCA. Anche la RAI decise di non mandare in onda il Gran Premio, lasciando la diffusione dell'evento in esclusiva a Telemontecarlo (similmente vent'anni dopo, al seguito della morte di papa Giovanni Paolo II, la RAI deciderà di trasmettere il Gran Premio del Bahrain solo in differita).
Venne ipotizzato che, in caso di conquista del titolo per Prost, nel Gran Premio d'Europa, la gara potesse venir definitivamente cancellata. Prost non seguì la raccomandazione del governo del suo Paese, e partecipò al week end, anche se giunse in ritardo in Sudafrica, dopo aver perso l'aereo a Ginevra. Il neocampione del mondo arrivò all'autodromo solo mezz'ora prima delle prove del venerdì.
La Marlboro e la Barclays chiesero, rispettivamente a McLaren e Arrows, di non fare apparire i loro marchi sulle vetture. Lo stesso fece la compagnia statunitense Beatrice alla scuderia Haas.
La situazione divenne ancora più tesa a seguito all'esecuzione di Benjamin Moloïse, il giorno prima della gara, poeta nero che era stato accusato dell'uccisione di un poliziotto. In realtà la situazione attorno all'autodromo era tranquilla, anche se le presenze degli spettatori erano molto scarse.
Zakspeed e RAM non presero parte alla corsa, nel caso di quest'ultima a causa di difficoltà economiche.
Dopo aver saltato due gran premi, per un infortunio a un polso, Niki Lauda tornò alla guida della sua McLaren, mentre la Tyrrell ingaggiò, solo per questa gara, Philippe Streiff, lasciato libero dalla Ligier.

## Qualifiche

### Resoconto
Nella prima giornata di prova il tempo migliore venne colto da Keke Rosberg, che ottenne anche il nuovo record del tracciato, un secondo e otto decimi  più veloce del record precedente, che apparteneva a Nelson Piquet, fatto segnare l'anno precedente. I primi 5 della classifica furono capaci di fare meglio del vecchio tempo limite. Il brasiliano fu però il pilota che toccò la punta più alta di velocità, 339 km/h, alla fine del rettilineo.
Alle spalle del finlandese si piazzò il suo compagno di scuderia, alla Williams, Nigel Mansell, che precedette Piquet e il duo della Lotus. Più arretrate furono le Ferrari, con Alboreto settimo e Johansson nono, e le McLaren (Lauda ottavo, Prost undicesimo). Le vetture di Maranello non riuscivano ad avere aderenza, e così decisero, per la seconda giornata di prove, di eliminare gli alettoni triplani, ritornare allo scivolo completo e agli assetti di inizio stagione.
Al venerdì Mansell strappò la pole position al compagno di scuderia Rosberg, che venne preceduto anche da Piquet. Il britannico toccò i 340 km/h alla fine del primo rettilineo, conquistando la sua seconda partenza al palo in carriera. La seconda fila venne completata da  Ayrton Senna, seguito ora da Marc Surer. Furono molto deludenti le prestazioni della Ferrari: le due vetture retrocessero in ottava fila, senza che la scuderia riuscisse a venire a capo dei gravi problemi tecnici. Le vetture italiane avevano una velocità di punta di 314 km/h.

### Risultati
I risultati delle qualifiche furono i seguenti:
| Pos | Nº | Pilota             | Costruttore            | Tempo    | Griglia |
| --- | -- | ------------------ | ---------------------- | -------- | ------- |
| 1   | 5  | Nigel Mansell      | Williams-Honda         | 1'02"366 | 1       |
| 2   | 7  | Nelson Piquet      | Brabham-BMW            | 1'02"490 | 2       |
| 3   | 6  | Keke Rosberg       | Williams-Honda         | 1'02"504 | 3       |
| 4   | 12 | Ayrton Senna       | Lotus-Renault          | 1'02"825 | 4       |
| 5   | 8  | Marc Surer         | Brabham-BMW            | 1'04"088 | 5       |
| 6   | 11 | Elio De Angelis    | Lotus-Renault          | 1'04"129 | 6       |
| 7   | 19 | Teo Fabi           | Toleman-Hart           | 1'04"215 | 7       |
| 8   | 1  | Niki Lauda         | McLaren-TAG Porsche    | 1'04"283 | 8       |
| 9   | 2  | Alain Prost        | McLaren-TAG Porsche    | 1'04"376 | 9       |
| 10  | 18 | Thierry Boutsen    | Arrows-BMW             | 1'04"518 | 10      |
| 11  | 17 | Gerhard Berger     | Arrows-BMW             | 1'04"780 | 11      |
| 12  | 22 | Riccardo Patrese   | Alfa Romeo             | 1'04"948 | 12      |
| 13  | 20 | Piercarlo Ghinzani | Toleman-Hart           | 1'05"114 | 13      |
| 14  | 23 | Eddie Cheever      | Alfa Romeo             | 1'05"260 | 14      |
| 15  | 27 | Michele Alboreto   | Ferrari                | 1'05"268 | 15      |
| 16  | 28 | Stefan Johansson   | Ferrari                | 1'05"388 | 16      |
| 17  | 3  | Martin Brundle     | Tyrrell-Renault        | 1'05"549 | 17      |
| 18  | 33 | Alan Jones         | Lola-Hart              | 1'05"731 | NP      |
| 19  | 4  | Philippe Streiff   | Tyrrell-Renault        | 1'06"205 | 18      |
| 20  | 29 | Pierluigi Martini  | Minardi-Motori Moderni | 1'08"658 | 19      |
| 21  | 24 | Huub Rothengatter  | Osella-Alfa Romeo      | 1'09"873 | 20      |

## Gara

### Resoconto
Alan Jones diede forfait per la gara, ufficialmente perché indisposto a causa di un virus; tuttavia anni dopo lo stesso Jones ammetterà di essersi trattato pure nel suo caso di un boicottaggio legato all'apartheid, forzatamente "mascherato", per non mettere in difficoltà mediatica lo sponsor Beatrice Foods della sua squadra.
Al via Nigel Mansell mantenne il comando della gara, davanti a Piquet, Surer, Senna e De Angelis. mentre Keke Rosberg partì male, per un problema al motore, perdendo diverse posizioni. Nel corso del primo De Angelis passò sia Senna che Surer; l'elvetico subì il sorpasso anche da Senna, Rosberg e Lauda. Il pilota  della Brabham si ritirò già al terzo giro, per un guaio al propulsore.
Rosberg effettuò una veloce rimonta, che lo portò, già al quinto giro, alle spalle di Mansell. Al sesto giro Ayrton Senna, approfittando di un problema ai freni della vettura di De Angelis, passò il compagno di team. Nello stesso giro anche l'altro pilota della Brabham, Piquet, dovette abbandonare la corsa. Dopo due giri si ritirò anche Senna, mentre Rosberg si impose in prima posizione, passando Mansell, sul rettilineo dei box.
Rosberg rimase al comando per un solo giro. La sua Williams scivolò su una chiazza d'olio lasciata dalla vettura di Piercarlo Ghinzani; il finlandese uscì di pista, ma riuscì a rientrare sul tracciato, anche se in quinta posizione. Mansell, capace di evitare il pericolo, poté recuperare la prima posizione. Prost passò De Angelis, che costretto a passare sulla macchia d'olio, rallentò, e fu infilato anche da Lauda. Mansell guidava la gara, davanti a Prost, Lauda, De Angelis, Rosberg e Martin Brundle.
Al diciassettesimo giro Rosberg prese la posizione a De Angelis, alla  Crowthorne. Il finlandese, dieci giri dopo, effettuò il cambio gomme, ricedendo di nuovo la posizione al pilota della Lotus e a Brundle, che però passò quasi subito. Al trentunesimo giro si fermò anche Elio De Angelis; nel frattempo il duo della McLaren si era avvicinato, a meno di un secondo da Mansell.
Lauda si ferma al trentatreesimo giro: un problema con lo pneumatico anteriore destro gli fa perdere diversi secondi, ma l'austriaco rientra in gara ancora terzo. Due giri dopo tocca anche ad Alain Prost: anche in questo caso la sosta non è perfetta, tanto che il francese riprese la gara alle spalle di Lauda. Ora Mansell comandava con trenta secondi di margini su Lauda (anche se dietro a Mansell c'era Stefan Johansson doppiato), 35 e mezzo su Prost e 36 su Rosberg.
Al trentottesimo giro Mansell si fermò per cambiare le gomme. Nello stesso giro Lauda, per un problema al turbo, fu costretto al ritiro. Il britannico rimase in testa, ma con meno di un secondi di margine su Prost. Rosberg, in crisi con le gomme, fu costretto a una seconda sosta, al quarantottesimo giro. Il finlandese riusciva a recuperare, sul duo di testa, due secondi a giro.
Prost scontava problemi al motore; peggio andò a De Angelis, ritirato al cinquantatreesimo giro. Rosberg, al settantunesimo giro, passò Prost, alla Sunset. Rosberg mise poi alla rincorsa di Mansell, staccato di 8 secondi.
All'ultimo giro il motore della vettura di Prost cessò di funzionare, ma il francese riuscì, anche se molto lentamente, a tagliare il traguardo.
Mansell condusse fino al termine, vincendo per la seconda volta consecutiva davanti al compagno di squadra Rosberg e a Prost. Per la Williams si trattò della prima doppietta dal Gran Premio del Brasile 1981. Stefan Johansson precedette sul traguardo le due Arrows di Gerhard Berger (al primo arrivo a punti nel mondiale) e Thierry Boutsen.

### Risultati
I risultati del gran premio furono i seguenti:
| Pos | Nº | Pilota             | Costruttore            | Giri | Tempo/Ritiro             | Griglia | Punti |
| --- | -- | ------------------ | ---------------------- | ---- | ------------------------ | ------- | ----- |
| 1   | 5  | Nigel Mansell      | Williams-Honda         | 75   | 1h28'28"866              | 1       | 9     |
| 2   | 6  | Keke Rosberg       | Williams-Honda         | 75   | +7"572                   | 3       | 6     |
| 3   | 2  | Alain Prost        | McLaren-TAG Porsche    | 74   | +1 giro                  | 9       | 4     |
| 4   | 28 | Stefan Johansson   | Ferrari                | 74   | +1 giro                  | 16      | 3     |
| 5   | 17 | Gerhard Berger     | Arrows-BMW             | 74   | +1 giro                  | 11      | 2     |
| 6   | 18 | Thierry Boutsen    | Arrows-BMW             | 74   | +1 giro                  | 10      | 1     |
| 7   | 3  | Martin Brundle     | Tyrrell-Renault        | 73   | +2 giri                  | 17      |       |
| Rit | 11 | Elio De Angelis    | Lotus-Renault          | 52   | Motore                   | 6       |       |
| Rit | 29 | Pierluigi Martini  | Minardi-Motori Moderni | 45   | Radiatore                | 19      |       |
| Rit | 1  | Niki Lauda         | McLaren-TAG Porsche    | 37   | Motore                   | 8       |       |
| Rit | 4  | Philippe Streiff   | Tyrrell-Renault        | 16   | Incidente                | 18      |       |
| Rit | 27 | Michele Alboreto   | Ferrari                | 8    | Motore                   | 15      |       |
| Rit | 12 | Ayrton Senna       | Lotus-Renault          | 8    | Motore                   | 4       |       |
| Rit | 7  | Nelson Piquet      | Brabham-BMW            | 6    | Motore                   | 2       |       |
| Rit | 20 | Piercarlo Ghinzani | Toleman-Hart           | 4    | Motore                   | 13      |       |
| Rit | 19 | Teo Fabi           | Toleman-Hart           | 3    | Motore                   | 7       |       |
| Rit | 8  | Marc Surer         | Brabham-BMW            | 3    | Motore                   | 5       |       |
| Rit | 24 | Huub Rothengatter  | Osella-Alfa Romeo      | 1    | Problema elettrico       | 20      |       |
| Rit | 23 | Eddie Cheever      | Alfa Romeo             | 0    | Collisione con R.Patrese | 14      |       |
| Rit | 22 | Riccardo Patrese   | Alfa Romeo             | 0    | Collisione con E.Cheever | 12      |       |
| NP  | 33 | Alan Jones         | Lola-Hart              |      |                          |         |       |

## Classifiche

### Piloti
| Pos. | Pilota            | Punti   |
| ---- | ----------------- | ------- |
| 1    | Alain Prost       | 73 (76) |
| 2    | Michele Alboreto  | 53      |
| 3    | Ayrton Senna      | 38      |
| 4    | Elio De Angelis   | 33      |
| 5    | Nigel Mansell     | 31      |
| 5    | Keke Rosberg      | 31      |
| 7    | Stefan Johansson  | 24      |
| 8    | Nelson Piquet     | 21      |
| 9    | Niki Lauda        | 14      |
| 10   | Patrick Tambay    | 11      |
| 10   | Thierry Boutsen   | 11      |
| 12   | Jacques Laffite   | 10      |
| 13   | Marc Surer        | 5       |
| 13   | Derek Warwick     | 5       |
| 15   | Stefan Bellof     | 4       |
| 16   | Andrea De Cesaris | 3       |
| 16   | René Arnoux       | 3       |
| 18   | Gerhard Berger    | 2       |

### Costruttori
| Pos. | Team                  | Punti |
| ---- | --------------------- | ----- |
| 1    | McLaren-TAG Porsche   | 90    |
| 2    | Ferrari               | 80    |
| 3    | Lotus-Renault         | 71    |
| 4    | Williams-Honda        | 62    |
| 5    | Brabham-BMW           | 26    |
| 6    | Renault               | 16    |
| 7    | Ligier-Renault        | 13    |
| =    | Arrows-BMW            | 13    |
| 9    | Tyrrell-Ford Cosworth | 4     |